# Ahmed Benali
Ahmad Benali (Manchester, 7 februari 1992) is een Libisch voetballer die doorgaans als centrale middenvelder speelt. Hij tekende in juli 2018 bij FC Crotone, dat hem het voorgaande seizoen al huurde van Pescara. Benali debuteerde in 2012 in het Libisch voetbalelftal

## Clubcarrière
Benali werd geboren in het Engelse Manchester. Hij speelde in de jeugd bij Manchester City. Die club verhuurde hem in 2011 aan Rochdale AFC. In 2012 trok de middenvelder naar het Italiaanse Brescia Calcio. Na drie seizoenen trok de Libisch international naar US Palermo, dat de middenvelder verhuurde aan Pescara. In 2016 promoveerde hij met de club naar de Serie A en nam Pescara hem definitief over. Op 21 augustus 2016 maakte Benali zijn eerste doelpunt in de Serie A tegen SSC Napoli.

## Clubstatistieken
| Seizoen | Club            | Land     | Competitie     | Wed. | Doelp. |
| ------- | --------------- | -------- | -------------- | ---- | ------ |
| 2011/12 | Manchester City | Engeland | Premier League | 0    | 0      |
| 2011/12 | → Rochdale AFC  | Engeland | League One     | 2    | 0      |
| 2012/13 | Brescia Calcio  | Italië   | Serie B        | 10   | 0      |
| 2013/14 | Brescia Calcio  | Italië   | Serie B        | 34   | 4      |
| 2014/15 | Brescia Calcio  | Italië   | Serie B        | 36   | 9      |
| 2015/16 | US Palermo      | Italië   | Serie A        | 0    | 0      |
| 2015/16 | → Pescara       | Italië   | Serie B        | 39   | 5      |
| 2016/17 | Pescara         | Italië   | Serie A        | 33   | 6      |
| 2017/18 | Pescara         | Italië   | Serie B        | 15   | 4      |
| 2017/18 | → FC Crotone    | Italië   | Serie A        | 10   | 1      |
| 2018/19 | FC Crotone      | Italië   | Serie B        | 7    | 1      |
| Totaal  | Totaal          | Totaal   | Totaal         | 186  | 30     |

## Interlandcarrière
Benali kwam vijfmaal uit voor Engeland –17. In 2012 besloot hij om voor Libië te gaan spelen en debuteerde hij in het nationale elftal.